# Hylocomium robustum
Hylocomium robustum là một loài Rêu trong họ Hylocomiaceae. Loài này được (Hook.) Kindb. mô tả khoa học đầu tiên năm 1888.